# 垂直活著，水平留戀著。
《垂直活著，水平留戀著。》（英語：Fade to Exist），是台灣歌手艾怡良個人第四張錄音室專輯及首張全創作專輯，亦是她加盟新唱片公司後發行的首張專輯，於2018年12月21日正式發行。隔年此專輯於第30屆金曲獎入圍包含年度專輯、最佳國語專輯、最佳專輯製作人、最佳國語女歌手、最佳作曲人在內的5項大獎，最終艾怡良憑藉專輯中歌曲〈Forever Young〉獲得最佳作曲人獎。

## 創作背景
|          | 所有的話，我自己來說。 |
| ——艾怡良 |                        |

2017年憑藉著《說 艾怡良》斬獲金曲獎最佳國語女歌手獎的艾怡良終於推出全創作專輯《垂直活著，水平留戀著。》，專輯通過「自我和解」的過程轉化淬煉成，這張專輯講的是，如何面對“失去”，如何面對“記憶”，歌詞中多次提及生死，例如歌曲〈玻璃心〉就提到「掛了」、〈滅了我〉提到「雙腳一伸重頭來過」、〈給朱利安〉提到了「天堂」、〈十四號登機門〉提到了「告別」；而「水平留戀著」本身就暗示了人離開塵世、兩腳一伸的平躺狀態」。艾怡良提到年齡不上不下的她，身邊有很多朋友家裡添了新生命，也有很多在乎的人離去，她還是沒學會如何接納“失去”，她能做的就是把她的害怕、她的思考用音樂告訴大家，以音樂會友，共同探討生命中的“失去”。

## 歌曲簡介
〈玻璃心〉於2019年1月18日作為專輯第三主打正式推出，歌曲暗喻著艾怡良自己從出生至今的自我檢討，有些難受的事，其實也可以笑著說。而她正是想要告訴大家，雖然不愜意，但是努力面帶笑意，對人生還是有點幫助的。〈滅了我〉把厭世放到了檯面上，留下自己想留下的，將其他的不好的「我」全部抹去。〈一整夜〉於2019年1月3日作為專輯第二主打正式推出，是首輕快、性感的歌曲，講述著一個若即若離的都市遊戲；這首歌曲曾是艾怡良寫給張惠妹的歌曲。
〈給朱利安〉於2019年2月14日作為專輯第四主打正式推出，想念當時陷入年少輕狂愛情中的自己。〈十四號登機門〉Demo為艾怡良在中國選秀節目《中國最強音》中演繹的歌曲〈Wonderland〉，中文版是一首用吟唱的方式來表達旅行後留戀的心情，就像在日常中消磨的人懷念旅途中的燦爛陽光。〈討厭的艾瑞斯〉是一首具時尚感的歌曲，探討一種常常與自己為敵，卻沒有勇氣與世界為敵的矛盾內心。〈萊特兄弟有罪〉於2019年3月21日作為專輯第五主打正式推出，是一首充滿濃厚藍調搖滾氣味的歌曲，講述戀人們能輕易跨越距離、不再珍惜得來不易之情感。〈美術課〉是寫給來不及告別的人，是怡良對她那突然離世的高中美術老師的紀念。
〈夜晚出生的小孩〉是一首異國風情十足卻十分悲傷的歌曲，編曲上運用了木吉他與電吉他，兩者的互動勾勒出冷調的氛圍，而小號的時隱時現與波斯語的悠遠吟唱，營造出遼闊的時空感，副歌往後軍鼓的推動與嘹亮的小號掃去起初的畏懼與憂傷，帶出晨光灑落一般的溫暖與勇氣。艾怡良指歌曲是寫給在現實生活中覺得被背叛、感覺跟社會格格不入的小孩，其實他們都是善良的，不外乎就是我們一睜開眼，能不能信任這個世界並與他交流，對現代人來說或許都是件很困難的事。〈Forever Young〉是專輯中最後一首歌曲，已於2018年12月14日作為專輯首波主打在各大音樂平台發行。這是一首衝撞內心深處的歌曲，歌曲並不刻意探討存在和離開，而是用「愛人的方式」來表現自己的存在。歌曲推出獲得不少網民盛讚，更封她為「偷眼淚的人」；更在豆瓣音樂獲得8.8/10分的正面評價。

## 曲目
| CD       | CD             | CD                             | CD                   | CD    |
| 曲序     | 曲目           | 编曲                           | 备注                 | 时长  |
| -------- | -------------- | ------------------------------ | -------------------- | ----- |
| 1.       | 玻璃心         | 黃少雍                         | 第三主打             | 3:19  |
| 2.       | 滅了我         | 小王子                         |                      | 5:13  |
| 3.       | 一整夜         | 劉穎嶸、鄭朝中、周顯哲、吳加恩 | 第二主打             | 4:23  |
| 4.       | 給朱利安       | 陳建騏                         | 第四主打             | 5:18  |
| 5.       | 十四號登機門   | 林米奇                         | Demo為〈Wonderland〉 | 4:15  |
| 6.       | 討厭的艾瑞斯   | 黃少雍                         |                      | 4:23  |
| 7.       | 萊特兄弟有罪   | 魯綱宇                         | 第五主打             | 4:47  |
| 8.       | 美術課         | 蔡旻佑、許家維、徐千秀         | 艾怡良、蔡旻佑作曲   | 4:27  |
| 9.       | 夜晚出生的小孩 | 詹賢哲                         |                      | 4:38  |
| 10.      | Forever Young  | 羅恩妮                         | 第一主打             | 5:13  |
| 总时长： | 总时长：       | 总时长：                       | 总时长：             | 45:56 |

## 宣傳活動

### 演唱會
| 日期          | 活動名稱                                   | 地點               | 來源   |
| 2019年1月18日 | 「不想忘記的名字們」新歌演唱會— 垂直台北站 | 永豐 Legacy Taipei | [ 17 ] |
| 2019年3月1日  | 「不想忘記的名字們」新歌演唱會— 水平高雄站 | SPERO高雄海流館    | [ 18 ] |

## MV
| 曲目次序 | 歌名           | 上傳日期       | 平台    | 導演             |
| -------- | -------------- | -------------- | ------- | ---------------- |
| 10       | Forever Young  | 2018年12月14日 | YouTube | Fisher           |
| 03       | 一整夜         | 2019年1月3日   | YouTube | 詹凱             |
| 01       | 玻璃心         | 2019年1月18日  | YouTube | 黃子然           |
| 04       | 給朱利安       | 2019年2月14日  | YouTube | 陳大樹           |
| 07       | 萊特兄弟有罪   | 2019年3月21日  | YouTube | 陳大樹           |
| 09       | 夜晚出生的小孩 | 2022年6月6日   | YouTube | Live Music Video |

## 評價
| 評論得分        | 評論得分 |
| 來源            | 評分     |
| --------------- | -------- |
| 豆瓣音樂        | 8.8/10   |
| PlayMusic音樂網 | [ 20 ]   |

專輯《垂直活著，水平留戀著。》於發行之後獲得較正面的評價。PlayMusic音樂網給予該專輯4.5/5的評分，評價該專輯：「細膩並展現出歌手的才華，艾怡良再度用音樂成功征服聽眾 。」豆瓣音樂給予該專輯8.1/10的評分，其中一個樂評這樣評價該專輯：「這張專輯裡的歌者被徹底的激活，她的遣詞造句滿含著對人生的思考與體悟，展現出前所未有的深度和廣度；從專輯能聽得到歌者更加細膩的演唱，更加誠實的創作；在每首歌的呼吸咬字、起承轉合間，更直觀的感受到她的語氣和情緒。」。
《GQ臺灣》評選該專輯為「2018 年不能錯過的 12 張華語專輯」之一，並評價該專輯：「10首歌曲，完完全全把艾怡良內心最赤裸的情感一次掏空。」
《南方都市報》評選該專輯為「十大華語唱片」第七名，並評價該專輯：「艾怡良的歌曲創作有特別的語法，她的抒情方式令人嘆為觀止，她將自己的表達提升了一個層次，從容地找到了顧左右而言它的方法；這張專輯是強大個性與平易近人的結合，是磨礪珍珠的實驗室，是自我又開放的內在探索。」

## 榮譽與獎項
| 年份 | 頒獎禮                  | 獎項             | 入圍作品                   | 結果 | 參考   |
| ---- | ----------------------- | ---------------- | -------------------------- | ---- | ------ |
| 2019 | 中華音樂人交流協會      | 2018年度十大專輯 | 《垂直活著，水平留戀著。》 | 獲獎 |        |
| 2019 | 中華音樂人交流協會      | 2018年度十大單曲 | 〈Forever Young〉          | 獲獎 |        |
| 2019 | 第30屆金曲獎            | 年度專輯獎       | 《垂直活著，水平留戀著。》 | 提名 | [ 23 ] |
| 2019 | 第30屆金曲獎            | 最佳國語專輯獎   | 《垂直活著，水平留戀著。》 | 提名 | [ 23 ] |
| 2019 | 第30屆金曲獎            | 最佳國語女歌手獎 | 《垂直活著，水平留戀著。》 | 提名 | [ 23 ] |
| 2019 | 第30屆金曲獎            | 最佳專輯製作人獎 | 《垂直活著，水平留戀著。》 | 提名 | [ 23 ] |
| 2019 | 第30屆金曲獎            | 最佳作曲人獎     | 〈Forever Young〉          | 獲獎 | [ 23 ] |
| 2019 | 第12屆Freshmusic Awards | 年度10大專輯     | 《垂直活著，水平留戀著。》 | 獲獎 | [ 24 ] |
| 2019 | 第12屆Freshmusic Awards | 年度大躍進       | 《垂直活著，水平留戀著。》 | 提名 | [ 24 ] |
| 2019 | 第12屆Freshmusic Awards | 最佳女演唱人     | 《垂直活著，水平留戀著。》 | 提名 | [ 24 ] |
| 2019 | 第12屆Freshmusic Awards | 年度10大單曲     | 〈Forever Young〉          | 獲獎 | [ 24 ] |
| 2019 | 第12屆Freshmusic Awards | 年度金曲         | 〈Forever Young〉          | 獲獎 | [ 24 ] |

## 榜單表現
| 榜單 (2018-19)             | 最高排名 |
| -------------------------- | -------- |
| 臺灣專輯榜                 | 3        |
| 臺灣專輯榜 (博客來)        | 11       |
| 臺灣專輯榜 (博客來)        | 8        |
| 臺灣專輯榜 (光南)          | 3        |
| 臺灣專輯榜 (KKBOX)         | 22       |
| 臺灣專輯榜 (MyMusic)       | 11       |
| 臺灣專輯榜 (MyMusic)       | 18       |
| 臺灣專輯榜                 | 7        |
| 馬來西亞華語專輯榜（KKBOX) | 24       |

| 榜單 (2018-19)      | 最高排名 |
| ------------------- | -------- |
| 臺灣專輯榜 (博客來) | 10       |
| 臺灣專輯榜 (博客來) | 10       |

## 外部連結
- YouTube上的《Forever Young》（官方MV）
- YouTube上的《一整夜》（官方MV）
- YouTube上的《給朱利安》（官方MV）